# Monumento en la Memoria de los Niños - Víctimas del Holocausto

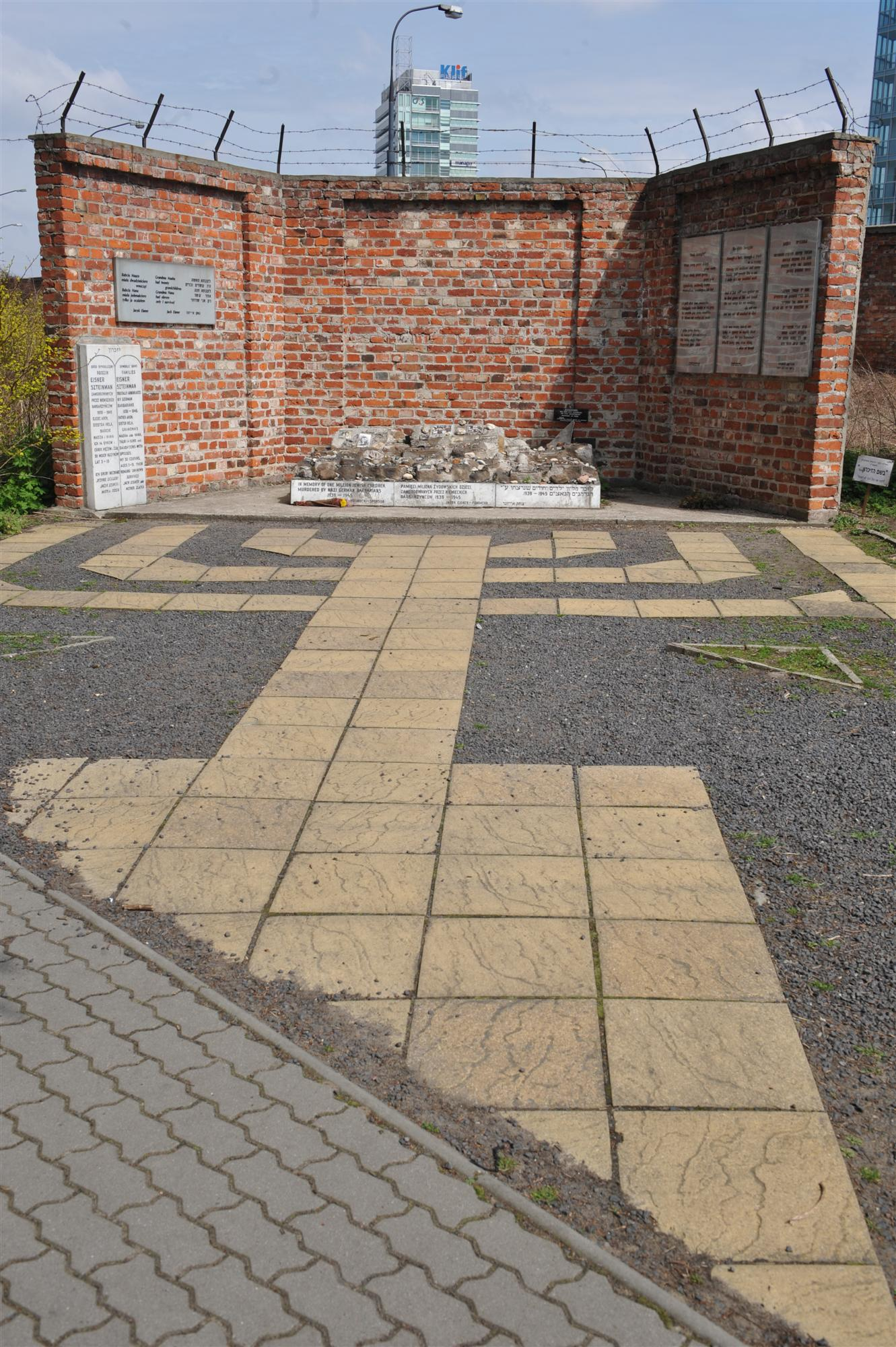
Monumento en la Memoria de los Niños - Víctimas del Holocausto

Monumento en la Memoria de los Niños - Víctimas del Holocausto es un monumento ubicado en el cementerio judío en la calle Okopowa en Varsovia, que conmemora a los niños: víctimas del Holocausto.

## Descripción
El monumento fue financiado por Jacek Eisner. Se refiere con su forma al alto muro del gueto con alambre de púas, a que llevan unas placas dispuestas en forma de menorá. En la parte inferior del monumento se encuentran ruinas del gueto, sobre que se han incluido las imágenes de niños judíos que murieron durante la Segunda Guerra Mundial. Por debajo de ellos hay una placa en tres idiomas: polaco, hebreo e inglés: En memoria de millón de niños judíos asesinados por los bárbaros alemanes en los años 1939-1945. Entre las imágenes hay una imagen de una niña pensativa en un vestido a cuadros y gorra que presenta a Lusia, la hija de Chaskiel Bronstein, propietario de la empresa Fotografika en Tarnów, mencionado por Paweł Huelle en el cuento Mercedes Benz.
En el monumento también se encuentran: la tumba simbólica de la familia Szteinman, que fueron asesinados durante el Holocausto, y dos placas conmemorativas:
- Primera en polaco, hebreo e inglés con el siguiente texto: La abuela Masza tenía veinte nietos. La abuela Hana tenía once, yo era el único que sobrevivió. Jacek Eisner.
- Segunda en polaco, hebreo e inglés con el texto del poema de Henryka Łazowertówna: Mały Szmugler (en español, Pequeño contrabandista) en la siguiente redacción:

Atravesando escombros, vallas, alambre de púas,

soldados de guardia, el muro,

hambriento pero aún desafiante,
me escabullo como una rata para robar.
Y si la mano del destino de repente

me atrapa en algún punto de este juego,

será la trampa común de la vida.

No me esperes mamá, no volveré.
Apenas un pensamiento sombrío,

una mueca en tus labios:

¿quién, querida mamá, quién te traerá pan mañana?